# Москвин Олексій Степанович
Москви́н Олексі́й Степа́нович (*1726 — †1779) — російський гірничий інженер. Увійшов в історію Росії як засновник Іжевського та Воткінського заводів.
Трудова діяльність почалась на Кушвинському чавуноливарному заводі. Брав участь в будівництві Серебрянського заводу. В 1757 році за дорученням графа Петра Шувалова відправився на Урал, де заснував Воткінський (1759) та Іжевський (1760) заводи, ставши їхнім фактичним керівником.